# آرگوس اورستیکو
آرگوس اورستیکو (به لاتین: Argos Orestiko) یک شهرک در یونان است که در Argos Orestiko Municipality واقع شده‌است.